# 福尔克尔·弗里德
福尔克尔·弗里德（德語：Volker Fried，1961年2月1日—），德国男子曲棍球运动员。他曾代表西德、德国参加1984年、1988年、1992年和1996年夏季奥林匹克运动会曲棍球比赛，获得一枚金牌和二枚银牌。